# جو نيل
جو نيل (بالإنجليزية: Joe Neal)‏ هو سياسي أمريكي، ولد في 28 يوليو 1935 في الولايات المتحدة. حزبياً، نشط في الحزب الديمقراطي.